# Dressler (sprzęt)
Dressler, Basic (czasem też stosowana jest nazwa dresler) – sprzęt sportowy stosowany w speleologii (a właściwie: w alpinizmie podziemnym), czasem też w niektórych technikach wspinaczki oraz w ratownictwie. Obok takich urządzeń jak np. kroll czy płanieta zaliczany jest do tzw. małp.

## Budowa
Dressler wykonany jest z trwałych stopów nierdzewnych. Dominują obecnie stopy aluminium, aczkolwiek stosowane były również różne stale, a nawet stopy tytanu.
Zasadniczo składa się z kawałka odpowiednio profilowanej, grubej blachy, wyposażonej w uchwyt (rączkę) oraz z umieszczonego w nim ruchomego bloczka, na którym znajdują się zadziorki i bruzdy  nacięcia. W dresslerze znajdują się otwory, umożliwiające wpięcie karabinków.
Od płaniety różni go brak rączki (uchwytu dla dłoni), co implikuje możliwości jego zastosowania.

## Technika
Dressler jest urządzeniem zaciskowym służącym przede wszystkim do pokonywania pionowych odcinków jaskiń za pomocą liny, bez konieczności kontaktu ze ścianą. Możliwe jest to dzięki ruchomemu bloczkowi, który zaciska się pod obciążeniem na linie, przy czym zaciśnięcie możliwe jest tylko po obciążeniu dresslera w dół. Umożliwia to przesuwanie (a za nią osoby wspinającej się) tylko w jedną stronę liny.
Dressler ze względu na brak rączki przymocowywany jest za pomocą karabinków na piersi osoby wspinającej się. Wykorzystywany jest również w ratownictwie, autoratownictwie i technikach transportu w skale i jaskini.

## Rodzaje, producenci
W Polsce dominuje sprzęt produkowany przez firmę Petzl (przez co utrwaliła się spolszczona nazwa francuska tego urządzenia).